# ألتون إل. ويد
ألتون إل. ويد (بالإنجليزية: Alton L. Wade)‏ هو مبشر أمريكي، ولد في 1935.